# 咸規
咸 規（ハム・ギュ、朝鮮語: 함규、生年不明 - 945年）は、高麗初期の文臣。本貫は楊根咸氏。王規（ワンギュ）とも。

## 人物
京畿道広州の大豪族出身で、太祖王建による建国を助けた。937年に後晋の高祖の祝賀のために派遣され、帰国後の943年には宰臣に上った。2人の娘を太祖に嫁がせ、外戚として王姓（開城王氏）を下賜され、恵宗を補佐する遺命を受けた。
しかし、『高麗史』の「反逆伝」によれば、恵宗と異母弟の定宗、光宗を離間させ、外孫の広州院君を王位に擁立する目的で、恵宗の暗殺を謀ったという。恵宗が危篤となると、945年、定宗は西京の王式廉の軍隊を動員し、咸規（王規）を江華島甲串に配流し殺害したとされる。
子孫は咸氏に復姓しており、咸淳らがいる。